# الکساندریوم
الکساندریوم (به لاتین: Alexandrium) یک منطقهٔ مسکونی در دولت فلسطین است که در استان اریحا واقع شده‌است.